# Dirty Diana
〈Dirty Diana〉는 미국의 가수 마이클 잭슨의 노래이다. 이 곡은 잭슨의 일곱 번째 스튜디오 음반인 《Bad》의 아홉 번째 트랙이다. 이 노래는 1988년 4월 12일 에픽 레코드에 의해 음반의 다섯 번째 싱글로 발매되었다. 《Thriller》 (1982년)의 〈Beat It〉과 비슷한 하드 록 사운드와 스티브 스티븐스가 연주하는 기타 솔로를 선보인다. 〈Dirty Diana〉는 잭슨이 쓰고 공동 프로듀싱했으며 퀸시 존스가 프로듀싱했다. 그 노래의 가사는 그루피와 관련이 있다. 〈Dirty Diana〉는 적당한 템포로 G장조로 연주된다.
〈Dirty Diana〉는 현대 음악 비평가들로부터 엇갈린 평가를 받았지만 1988년 전 세계적으로 상업적으로 성공을 거두며 미국 빌보드 핫 100 차트 1위에 올랐다. 이 노래는 또한 영국, 프랑스, 이탈리아, 뉴질랜드를 포함한 여러 나라에서 상위 10위 안에 들었다. 2009년 6월 잭슨이 사망한 후, 이 노래는 주로 디지털 다운로드 판매로 인해 차트에 다시 진입했다. 〈Dirty Diana〉의 뮤직 비디오는 생방송 관객들 앞에서 촬영되었고 1988년에 공개되었다.

## 배경
〈Dirty Diana〉는 마이클 잭슨이 작사, 작곡했고, 퀸시 존스와 잭슨이 프로듀싱했다. 그것은 잭슨의 일곱 번째 스튜디오 음반인 《Bad》에 수록되었다. 이 노래는 1988년 4월 18일 에픽 레코드에 의해 《Bad》의 다섯 번째 싱글로 발매되었다. 〈Beat It〉에 이어, 〈Dirty Diana〉는 그의 솔로 활동 중 두 번째 하드 록 곡으로 끈질긴 그루피에 대한 가사를 가지고 있다. 잭슨은 빌리 아이돌의 기타리스트 스티브 스티븐스를 고용하여 트랙에서 그를 후원했다.
당시 초기 보도에 따르면 이 노래는 그의 절친한 친구 다이애나 로스를 찌르는 것이었다. 하지만, 그것은 나중에 거부되었다. 사실, 로스는 무대에 등장하기 직전에 그녀의 콘서트에서 서곡으로 이 노래를 사용하기 시작했다. 《Bad》 스페셜 에디션의 인터뷰에서, 존스는 나중에 이 노래의 가사가 그루피에 관한 것이라는 것을 확인했다. 잭슨은 또한 바버라 월터스와의 인터뷰에서 같은 사실을 확인했고, 비록 그가 개인적으로 그의 노래 중 그녀가 가장 좋아하는 곡이라고 공주로부터 들었지만, 다이애나비에 관한 것이 아니라고 덧붙였다.

## 뮤직 비디오
이 노래의 5분짜리 뮤직 비디오는 조 피트카가 감독했고 래리 스테셀이 제작했다. 이 뮤직 비디오는 1988년 3월 캘리포니아주 롱비치에서 촬영되었다. 1989년 4월 14일 열린 제1회 월드 뮤직 어워드에서 "세계 넘버원 비디오"를 수상했다. 그것은 DVD 음반 《Number Ones》, 《Michael Jackson's Vision》, 그리고 《Bad 25》의 타겟 버전 DVD에 수록되어 있다.
비디오에 등장하는 여성은 모델 리사 딘으로, 이 역할에 오디션을 본 수백 명의 소녀들 중에서 선발되었다.

## 곡 목록
| 7인치 싱글, 12인치 맥시 1. "Dirty Diana" – 4:42 2. "Dirty Diana" (instrumental) – 4:42 3인치 CD 싱글 1. "Dirty Diana" (single edit) – 4:42 2. "Dirty Diana" (instrumental) – 4:42 3. "Dirty Diana" (album version) – 4:52 CD 맥시 싱글 1. "Dirty Diana" – 4:42 2. "Dirty Diana" (instrumental) – 4:42 3. "Bad" (Dance Extended Mix Includes False Fade) – 8:24 | CD 사이드 1. "Dirty Diana" – 4:40 2. "Dirty Diana" (instrumental) – 4:40 DVD 사이드 1. "Dirty Diana (music video) – 5:08 |

## 인증
| 국가                               | 인증     | 판매량/출하량 |
| ---------------------------------- | -------- | ------------- |
| 영국 (BPI)                         | 골드     | 400,000       |
| 미국 (RIAA)                        | 플래티넘 | 1,000,000     |
| 판매량+스트리밍을 기반으로 한 인증 |          |               |